# Pinocho (película de 2022)
Pinocho es una película estadounidense de drama y fantasía musical de imagen real y combinación de animación CGI, dirigida por Robert Zemeckis a partir de un guion de Zemeckis y Chris Weitz, y producida por Walt Disney Pictures. Es un remake de la película de animación de 1940 del mismo nombre, y que a su vez se basa en el libro italiano de 1883 Las aventuras de Pinocho, de Carlo Collodi. Es la segunda adaptación de acción real de la película animada de 1940, después de la película para televisión Geppetto (2000). La película está protagonizada por Tom Hanks, Cynthia Erivo y Luke Evans con Benjamin Evan Ainsworth, Joseph Gordon-Levitt, Keegan-Michael Key y Lorraine Bracco en papeles de voz.
La película se estrenó en Disney+ el 8 de septiembre de 2022, resultando tener una acogida negativa por parte de la crítica, llegando al punto de obtener un premio Golden Raspberry al peor remake o secuela.

## Argumento
En un pequeño pueblo italiano en 1895, el grillo vagabundo llamado Pepito Grillo se aloja a la casa de un tallador de madera anciano viudo y solitario llamado Geppetto , que vive con su gatito Fígaro y el pez dorado Cleo. Geppetto ha completado el trabajo en una marioneta basada en su hijo fallecido, al que llama Pinocho. Antes de quedarse dormido, Geppetto le pide un deseo a una estrella .
Más tarde esa noche, la estrella quien realmente es el Hada Azul le da vida mágicamente a Pinocho con su varita mágica y pronto recibe la visita del Hada Azul, que le dice que si actúa con valentía, sinceridad y desinterés, puede ser un niño de verdad. El Hada Azul también asigna a Pepito la responsabilidad de ser la conciencia de Pinocho para enseñarle el bien y el mal. Cuando Geppetto se despierta y encuentra a Pinocho con vida, al principio se sorprende, pero se llena de alegría.
Después de unos días, Geppetto envía a Pinocho a la escuela. Sin embargo, Pinocho pronto es abordado por el zorro estafador Honrado Juan y su compañero gato Gideon. El Honrado Juan convence a Pinocho de que debe vivir una vida de fama para ser realmente un niño de verdad, cuando realmente planea venderlo al titiritero Strómboli. Pepito, con la ayuda de una gaviota llamada Sofía, convence a Pinocho de que siga yendo a la escuela, pero el director echa a Pinocho porque es un títere. Después de todo, Pinocho decide ir a Strómboli mientras Honrado Juan coloca un frasco de vidrio sobre Pepito Grillo. Geppetto, Fígaro y Cleo salen a buscar a Pinocho cuando no regresa a casa para la cena.
En el teatro de Strómboli, Pinocho se hace amigo de una de los empleados de Strómboli, Fabiana y su marioneta Sabina. Pinocho ofrece un buen espectáculo para la multitud, pero Strómboli lo encierra en una jaula para pájaros para evitar que se vaya. El carruaje de Strómboli, al hacer que una de sus ruedas choque con una piedra, termina liberando a Pepito del frasco, y Pinocho le pide que alcance las llaves de la cerradura de la jaula diciéndole mentiras para que su nariz crezca.
Pronto, Pinocho es atrapado por un carruaje lleno de niños conducido por un carismático cochero, que lleva a todos a la Isla de los Juegos, donde se fomenta el mal comportamiento. Una vez allí, Pinocho se perturba por la brutalidad que muestran los niños, lo que divierte a un niño irresponsable llamado Polilla . Pepito, que ha sido separado de nuevo, pronto descubre que todos los niños se han convertido en burros y que el cochero los vende a las minas de sal con la ayuda de sus sombríos secuaces cubiertos de niebla. Pinocho es testigo de la transformación de Polilla en una sala de billar cuando Pinocho gana orejas y cola de burro. Pinocho y Pepito escapan de la isla antes de que el cochero y sus matones puedan atraparlos.
Pinocho y Pepito Grillo regresan a casa de Geppetto, pero descubren que Sofía le dio un folleto de Pleasure Island para hacerle saber dónde estaba Pinocho y que vendió todos sus relojes para comprar un bote para ir allí. Pinocho se reúne con Fabiana y Sabina, quienes le dicen que Strómboli ha sido arrestado por los Carabinieri por abusar de sus empleados explotados y se han apoderado de su espectáculo de marionetas. Le ofrecen a Pinocho que se una a ellos, pero Pinocho se niega, queriendo salvar a su padre, lo que hace que desaparezcan sus partes de burro.
Sofía tira de una cuerda para que Pinocho se acerque al mar, donde pronto encuentran a Geppetto en su bote. Justo cuando se reencuentran, son tragados por un monstruo marino gigante llamado Monstruo. Se refugian en un bote gigante en el estómago de Monstro y Pinocho tiene la idea de hacerlo estornudar encendiendo un fuego dentro de él. El plan funciona, y Monstro los estornuda, pero los persigue y termina con el grupo estrellándose en tierra firme y aparentemente matando a Geppetto.
Creyendo que su padre ha muerto, Pinocho llora por él y una lágrima mágica cae de su ojo sobre Geppetto, reviviéndolo. Geppetto le dice a Pinocho que, a pesar de ser un títere, ha demostrado ser un verdadero niño de corazón. Pepito Grillo narra que se han contado historias de Pinocho convirtiéndose en un niño de verdad, pero no las confirma, enfatizando que Pinocho tiene un corazón valiente, honesto y desinteresado, y que es completamente real para su padre orgulloso y amoroso. Finalmente, Pinocho y Geppetto parten hacia casa cuando las extremidades de Pinocho parecen volverse humanas.

## Reparto
- Tom Hanks como maestro Geppetto, un tallador de madera de buen corazón y solitario que construye y cría a Pinocho como si fuera su verdadero hijo.[4]
- Benjamin Evan Ainsworth como Pinocho, una marioneta de madera tallada por Geppetto y convertida en una marioneta viviente por el Hada Azul. Posee un carácter alegre e inocente, se hace amigo de Pepito Grillo, quien actuará como su conciencia provisional y le enseñará a diferenciar el bien y el mal.[5]
- Joseph Gordon-Levitt como Pepito Grillo, un alegre, inteligente y ocurrente grillo, que actúa como "conciencia provisional" de Pinocho.[5]
- Cynthia Erivo como el Hada Azul.[5]
- Lorraine Bracco como Sofía, una gaviota amiga de los protagonistas.[5]
- Luke Evans como el Cochero, el propietario y operador de la "Isla de los Juegos", donde lleva a los niños maleducados.[6] Esta versión del personaje es más pintoresca y joven que la de la película clásica y con el aspecto y vestimenta de un delincuente de época, sus esbirros también tienen una versión muy distinta al largometraje de animación, ya que en vez de simples matones con forma de gorila son demonios de niebla oscura que cumplen la misma función que versión animada de las Bestias.
- Keegan-Michael Key como Honrado Juan ("Honest John" en la versión original), un zorro rojo antropomórfico deshonesto, analfabeto, pobre y codicioso que estafa a Pinocho.[5]
- Kyanne Lamaya como Fabiana, una titiritera empleada de Strómboli, que se hace amiga de Pinocho.
- Giuseppe Battiston como Strómboli, un titiritero cruel y codicioso, que pretende obligar a Pinocho a actuar en el escenario para ganar dinero.
- Lewin Lloyd como Polilla ("Lampwick" en la versión original), un niño travieso del que Pinocho se hace amigo en su camino a la Isla de los Juegos.

Entre otros personajes sin intérprete se encuentran: Gideon ("Gedeón" en España), un gato antrompomórfico que ayuda al Honrado Juan para engañar a Pinocho; el gato Fígaro y la pececilla Cleo, las mascotas de Geppetto; y Monstruo, un gigantesco monstruo marino que devora a Pinocho y a Geppetto.

## Producción

### Desarrollo
El 8 de abril de 2015, se anunció que Walt Disney Pictures estaba desarrollando una adaptación de acción real de la película animada de 1940 Pinocho. Se informó que Peter Hedges estaba escribiendo el guion de la película. El 22 de mayo de 2017, se anunció que Chris Weitz reemplazará a Hedges como guionista y también se desempeñará como productor, mientras que Sam Mendes estaba en conversaciones para dirigir el proyecto. El 13 de noviembre de 2017, Mendes dimitió como director.
El 20 de febrero de 2018, se anunció que Paul King iba a dirigir la película, mientras que se anunció que Andrew Milano coproduciría la película junto a Weitz, y se esperaba que la producción comenzara a fines de 2018. Aunque se anunció que Jack Thorne volvería a escribir el guion de Weitz, Weitz reveló el 21 de agosto de 2018 que el guion aún se estaba desarrollando, y que la producción estaba programada para realizarse en Inglaterra e Italia durante 2019. En noviembre de 2018, se informó que Simon Farnaby había trabajado en un nuevo borrador para la película. Sin embargo, el 13 de enero de 2019, se informó que King abandonó la película por "razones familiares", mientras que se anunció que Disney estaba buscando un nuevo director para el proyecto.
El 18 de octubre de 2019, se informó que Robert Zemeckis estaba en conversaciones para dirigir la película, mientras que la última versión del guion de la película fue escrita por Weitz, King y Farnaby, con Weitz y Milano aún vinculados al proyecto como productores. El 24 de enero de 2020 se confirmó que Zemeckis dirigirá la película y escribirá un nuevo guion con Weitz. También se informó que Jack Rapke y Jackie Levine se desempeñarán como productores ejecutivos.

### Casting
El 29 de noviembre del año 2018, se informó que Tom Hanks estaba en conversaciones para interpretar a Geppetto en la película, pero abandonó el proyecto después de la partida de King. En agosto de 2020, Hanks se reincorporó al proyecto. Según los informes, Hanks se acercó al director Robert Zemeckis para el papel después de leer el guion; los dos han trabajado juntos anteriormente en las películas Forrest Gump (1994), Cast Away (2000) y The Polar Express (2004). En enero de 2021, Luke Evans se unió al elenco para interpretar al Cochero y Oakes Fegley entraron en negociaciones para interpretar a Lampwick. En marzo, Benjamin Evan Ainsworth fue elegido para el papel principal, y también se agregaron Cynthia Erivo, Joseph Gordon-Levitt, Keegan-Michael Key y Lorraine Bracco. Erivo interpretaría al Hada Azul mientras que Gordon-Levitt, Key y Bracco interpretarán a Pepito Grillo, el Honrado Juan y un nuevo personaje, la gaviota Sofía, respectivamente.

### Controversia del casting del Hada Azul
Tras conocerse la elección de la actriz Cynthia Erivo para el papel del Hada Azul hubo reacciones adversas por parte del público a través de las redes sociales, debido a que la actriz es afroamericana. Los principales argumentos rondaron en que se trató de una inclusión forzada y que deberían de respetarse la estética de los personajes animados clásicos.

### Rodaje
El rodaje comenzó el 17 de marzo de 2021 en Cardington Film Studios, Inglaterra, bajo el título provisional Mahogany. El rodaje se completó en abril de 2021 según Benjamin Evan Ainswoth. El 1 de enero de 2022, la actriz Cynthia Erivo compartió el primer vistazo de ella como el Hada Azul en la película.

### Efectos visuales y animación
Moving Picture Company y DNEG proporcionarán los efectos visuales.

## Música
Alan Silvestri, colaborador recurrente de Zemeckis, compondrá la banda sonora de la película. Silvestri y Glen Ballard están listos para escribir nuevas canciones para el proyecto, que también incluirá canciones de la película original.

## Estreno
El 29 de octubre de 2019, se informó que Disney estaba considerando estrenar la película en su servicio de streaming, Disney+, debido al fracaso de taquilla de su adaptación de 2019 de Dumbo, aunque se informó que "parece más probable un estreno en cines" después de la contratación de Robert Zemeckis como director. El 9 de diciembre de 2020, se anunció oficialmente que la película se estrenaría a Disney+. De acuerdo a lo estipulado previamente en noviembre de 2021, la película se estrenó el 8 de septiembre de 2022 a la vez que durante el mismo mes se puso en pantalla el primer vistazo de la película más allá del tráiler que ya se había conocido en agosto del mismo año.

## Recepción

### Crítica
La crítica especializada no recibió favorablemente la película. Algunas opiniones destacaron de manera modesta la actuación de Tom Hanks, aunque también se señaló que la participación del actor no fue suficiente para sobrellevar un film con exceso de CGI.  La página dedicada al séptimo arte, Soydecine observó al respecto "Pinocho es un remake y live action Disney irregular que cuenta con elementos llamativos y un fantástico diseño de producción, pero falla cuando intenta replicar la magia de la obra maestra animada que lo precede. Una de las películas Disney que más esperábamos pero que ha resultado ser una auténtica decepción".
Por otro lado, el diario británico The Guardian destacó algunos elementos, pero criticó a la labor de Adrian Horton: "Algo falla: la película está bien hecha, está bien interpretada, está claramente trabajada con alma y, sin embargo, al igual que su protagonista, carece de corazón".
El diario Ámbito se limitó a decir: «Nueva e innecesaria versión de Pinocho».
Filmaffinity calificó el film con una puntuación de 4.8. La crítica de Rotten Tomatoes la puntuó con un 28% de aprobación basada en 173 reseñas, con un promedio de 4.8 mientras que la audiencia apostó por un 28% 
El crítico mexicano Jean Carlo Portillo Magaña analizó que si bien el color de piel del personaje del Hada Azul está alterado, el resto de la trama no es lo que podría compararse o definirse como un panfleto progre. "Sin embargo, esto no significa que el progresismo esté ausente, pues aunque la trama o la película en sí, no sean consideradas por muchos como algo progresista,  sabemos muy bien las razones por las cuales decidieron alterar el tono de piel de un personaje secundario tan  bien recordado" 

### Premios y nominaciones
| Premio                   | Fecha de la ceremonia | Categoría                                             | Destinatarios | Resultado | Ref.   |
| ------------------------ | --------------------- | ----------------------------------------------------- | --- | --------- | ------ |
| Premios Golden Raspberry | 11 de marzo de 2023   | Peor película                                         | Pinocchio | Nominada  | [ 3 ]  |
| Premios Golden Raspberry | 11 de marzo de 2023   | Peor actor                                            | Tom Hanks como Gepetto | Nominada  | [ 3 ]  |
| Premios Golden Raspberry | 11 de marzo de 2023   | Peor director                                         | Robert Zemeckis | Nominada  | [ 3 ]  |
| Premios Golden Raspberry | 11 de marzo de 2023   | Peor remake o secuela                                 | Pinocchio | Ganadora  | [ 3 ]  |
| Premios Golden Raspberry | 11 de marzo de 2023   | Peor actriz de reparto                                | Lorraine Bracco (voz) como Sofia | Nominada  | [ 3 ]  |
| Premios Golden Raspberry | 11 de marzo de 2023   | Peor guion                                            | Guion de Robert Zemeckis y Chris Weitz; basado en la película animada de Disney de 1940 y la novela Las aventuras de Pinocho de Carlo Collodi | Nominada  | [ 3 ]  |
| Visual Effects Society   | 15 de febrero de 2023 | Mejor personaje animado en una película fotorrealista | Honest John – Christophe Paradis, Valentina Rosselli, Armita Khanlarpour, Kyoungmin Kim                                                       | Nominada  | [ 40 ] |